# Staircase Infinities
Staircase Infinities è il quarto EP del gruppo musicale britannico Porcupine Tree, pubblicato nel dicembre 1994 dalla Lazy Eye.

## Descrizione
Distribuito in tiratura limitata a 2 000 copie, il disco si compone di cinque brani prevalentemente strumentali (fa eccezione la seconda traccia The Joke's on You) e tratti dalle sessioni di registrazione di Up the Downstair.
Nel 1995 l'EP è stato distribuito in edizione CD attraverso la Blueprint in 2 500 copie, mentre nell'ottobre 2005 la Headspin ha ripubblicato i brani come contenuto bonus dell'edizione vinile di Up the Downstair, nel quale figura anche il brano Phantoms, originariamente incluso nella raccolta Stars Die: The Delerium Years 1991-1997.

## Tracce
Testi e musiche di Steven Wilson, eccetto dove indicato.
Lato A
1. Cloud Zero – 4:39
2. The Joke's on You – 4:05 (Steven Wilson, Alan Duffy)
3. Navigator – 4:51

Lato B
1. Rainy Taxi – 6:44
2. Yellow Hedgerow Dreamscape – 9:24

## Formazione
- Porcupine Tree – programmazione, produzione, strumentazione